# Елисейна
Елисѐйна е село в Северозападна България. То се намира в община Мездра, област Враца.

## География
Село Елисейна се намира на около 15 km юг-югозападно от областния център Враца и около 19 km запад-югозападно от общинския център Мездра. Разположено е в северната част на Искърския пролом в Стара планина, откъм левия бряг на река Искър, след устието на десния ѝ приток река 
Габровница. Надморската височина в селото при сградата на кметството е около 323 m.
Климатът е умереноконтинентален, почвите в землището на Елисейна са предимно кафяви горски.
През Елисейна, по цялото протежение на селото край река Искър, минават второкласният републикански път II-16 и железопътната линия София – Горна Оряховица – Варна.
Землището на село Елисейна граничи със землищата на: село Очиндол на запад и северозапад; село Зверино на североизток и изток; село Злидол на юг; село Габровница на юг.
Населението на село Елисейна наброявало 556 души при преброяването към 1934 г., нараства до 1190 към 1956 г., а през следващите години намалява до 299 (по текущата демографска статистика за населението) към 2020 г.
При преброяването на населението към 1 февруари 2011 г., от обща численост 407 лица, за 284 лица е посочена принадлежност към „българска“ етническа група, за 3 – към „турска“, за 118 – към „ромска“ и за 2 – „не отговорили“..

## История
Иконостасът на храма „Свети Елисей“ е дело на дебърски майстори от рода Филипови,

### Училище
След Освобождението село Елисейна наброява около 30 къщи. Училище не е имало. Построяването на първото училище започва около 1886 г. Прогимназията датира от 1920 г. През 1946 г. започва строеж на ново училище, който продължава до 20 ноември 1949 г. През това време учебните знания се водят в дирекцията на завод „Георги Димитров“. От 1951 – 1952 г. е положено началото на общежитие (интернат). В него първоначално пребивават 6 – 7 ученика. На втората година общежитието е подобрено и в него има 10 – 12 ученика, които спят в една стая. През 1954 – 1955 г. общежитието е подобрено отново, като са закупени пружинени легла, обзаведени са спални помещения, занималня и учебни стаи. През 1953 г. е открита нова работилница, чийто основател е Георги Генов. Това става възможно чрез връзките му в завод „Георги Димитров“. По-късно е доставен и струг.
През следващите години в училището има толкова приходящи ученици, че се налага построяването на нова сграда за общежитие, където да нощуват и се хранят децата от съседните села. С помощта на Окръжния народен съвет – Враца и чрез самооблагане на местното население в годините 1959 – 1961 г. е построено общежитие на три етажа и партер, което отговаря на съвременните нужди на новото училище. Открити са ученически стол и занимални. Дворът на училището също е разширен, асфалтиран и ограден. 
През 1951 – 1952 г. директор на училището е Йончо Петров от село Зверино. На следващата учебна година директор е Георги Генов. През учебната 1954 – 1955 г. директор е Георги Цветков Петърчовски от село Борован, който остава на същия пост докато се пенсионира.
През цялото време учителите идват от други населени места – Мездра, Враца, Моравица, Зверино. Единствено местни жители са учителите Георги Петърчовски и Василка Цветкова. Децата от село Елисейна са малко на брой – учениците, посещаващи учебното заведение, са предимно от околните села – Злидол, Очиндол, Габровница, Оплетня. Името на училището датира от самото му създаване и не е променяно. Общежитието спира да функционира от 1989 г.

### Минно-металургично предприятие
През 1901 г. индустриалецът от гръцки произход Маврокордато започва експлоатацията на мината „Плакалница" („Медна планина“) и започва добив на мед. През 1905 – 1906 г. на гара Елисейна започват строежи, които завършват през 1908 – 1909 г. Построени са шахтова (водомантелна) пещ за добив на меден камък със съдържание на мед 50 – 55%, спомагателни цехове, въжена линия, обогатителна фабрика, построява се и мост на пилони над река Искър. Полученият меден камък е изнасян в чужбина за по-нататъшно преработване в чиста мед. Предприятието работи без прекъсване до 1912 г. Спира по време на Балканската и Междусъюзническата войни 1912 – 1913 г. През 1916 г. е конфискувано от българското правителство и предоставено на германски индустриалци. През 1920 г. експлоатацията на мината се поема от акционерното дружество „Плакалница". В периода 1920 – 1930 г. добивът е много интензивен; през 1930 г. временно е преустановен поради световната икономическа криза. През 1940 г. дружеството продава предприятието на държавните мини „Перник". До края на 1944 г. в същия руден район се експлоатират няколко находища. През 1953 г. предприятието, наричано до тогава завод „Елисейна", се преобразува в Държавно минно-металургично предприятие „Георги Димитров“ – гара Елисейна, през 1973 г. – в Минно-металургичен комбинат „Георги Димитров“ – гара Елисейна.
Минно-металургичният комбинат „Георги Димитров“ включва рудник „Плакалница" с 4 участъка – I, II, III и „Медна планина" (за добив на медна и оловно-цинкова руда); рудник „Руен-Запад" с 2 участъка – „Лебница" и „Руен" (за добив на оловно-цинкова руда); рудник „Венец" (за добив на медна руда); обогатителни фабрики – „Елисейна" (1907 г.), „Седмочисленици" (1960 г.) и „Гюешево“ (1963 г.); металургичен цех. От 1977 г. към комбината се присъединява цех „Дервент" (за сортиране на цветни отпадъци) на гара Самоводене и 12 бази за изкупуване на цветни отпадъци в София, Пловдив, Хасково, Варна, Враца, Русе, Перник, Шумен, Стара Загора, Бургас, гара Самоводене и Плевен. През 1950 г. в механичната работилница на завод „Елисейна" се изработва конвертор и се получава първата конверторна черна мед в България със съдържание на мед 98,5 – 99%. Изработват се и се монтират нови конвертори (1955, 1957 г.). Произвежданата черна мед се преработва в електролитна в медодобивния комбинат „Георги Дамянов" в град Средногорие. Минно-металургичният комбинат „Георги Димитров" преработва още медни отпадъци, шламове, клинкер, оловно-меден камък и други. От 1960 г. е пусната в експлоатация инсталация за получаване на натриев сулфит и натриев бисулфид; монтиран е пенен абсорбер за хващане на оловен прах (съдържащ се в газовете на конвертора), от който се получава оловен шлам. През 1973 г. към комбината е присъединен завод „Курило" в Нови Искър (бившата оловна фабрика, построена през 1941 г. от австриеца Макс Дамбориц и закупена от държавата през 1946 г.), който преработва алуминиеви отпадъци и произвежда алуминий вторичен блок и алуминиеви сплави.
През следващите години промените в наименованието на предприятието са:
- 1983 г. – Стопански минно-металургичен комбинат „Георги Димитров“ – гара Елисейна (1983 – 1986 г.);
- 1986 г. – Минно-металургично предприятие „Георги Димитров“ – гара Елисейна (1986 – 1991 г.);
- 1991 г. – Еднолично дружество с ограничена отговорност „Елисейна“ – гара Елисейна (1991 – 1995 г.);
- 1995 г. – „Елисейна“ еднолично акционерно дружество – гара Елисейна (1995 – 2004 г.);
- "Елисейна” ЕАД в несъстоятелност – гара Елисейна (2004 – 2014 г.).[7][8]

## Население
Преброяване на населението през 2011 г.
Численост и дял на етническите групи според преброяването на населението през 2011 г.:
|                     | Численост | Дял (в %) |
| Общо                | 407       | 100,00    |
| Българи             | 284       | 69,77     |
| Турци               | 3         | 0,73      |
| Цигани              | 118       | 28,99     |
| Други               | 0         | 0,00      |
| Не се самоопределят | 0         | 0,00      |
| Неотговорили        | 2         | 0,49      |

## Поминък
Обработваемите земи са малко заради каменистите горски почви в района, а животновъдството е слабо развито поради неблагоприятния терен – отглеждат се предимно овце и кози.
Край Елисейна се намира първото металургично предприятие в страната, открито през 1905 г. за добив на черна (нерафинирана) мед, от което повечето жители на селото са се препитавали, докато то е работило.

## Обществени институции
Село Елисейна към 2022 г. е център на кметство Елисейна.
В село Елисейна към 2022 г. има:
- действащо читалище „Христо Ботев 1927 – Елисейна“, основано през 1927 г.;[12][13]
- закрито основно училище „Хаджи Димитър“ – закрито по реда на Закона за предучилищното и училищното образование;[14][15]
- православна църква „Свети пророк Елисей“, построена през 1905 г.;
- пощенска станция.[16]

## Културни и природни забележителности
Близо до Елисейна на юг, в землището на село Габровница, е „Градището“ със следи от средновековна крепост и селище. Открити са златни и сребърни монети.
На около 9 km юг-югозападно от Елисейна се намира манастирът Седемте престола.
На около 1,6 km северозападно от Елисейна се намира комплексът Дядо Йоцо гледа.

## Редовни събития
- 14 юни – ден на село Елисейна.[19]
- 27 и 28 юни – празнува се съборът на село Елисейна, независимо в какъв ден се пада винаги се празнува на тези дати, като на 27 юни се празнува след залез слънце.

## Други
На Елисейна е наречена улица в квартал „Факултета“ в София (Карта).